# Nobody told me (John Mayall)
Nobody told me is een studioalbum van de blueszanger en muzikant John Mayall. De 85-jarige Mayall wordt ook wel de godfather van de blanke (Britse) blues genoemd. In de invloedrijke, door hem opgerichte band John Mayall's Bluesbreakers, hebben sinds 1966 muzikanten gespeeld als Eric Clapton, Jack Bruce, Peter Green, John McVie, Mick Fleetwood, Mick Taylor en Walter Trout. 
Ook op dit nieuwe album spelen verschillende gitaristen mee, waaronder Joe Bonamassa,  Alex Lifeson (Rush), Steven Van Zandt (E Street Band) en de Texaanse Carolyn Wonderland. 
Van de tien nummers op dit album zijn er drie geschreven door John Mayall en de andere zeven door diverse bluesartiesten. Sommige nummers zijn geschreven door traditionele zwarte bluesmuzikanten (zoals Magic Sam Maghett en Milton Campbell) en sommigen door blanke moderne artiesten (Gary Moore, Jeff Healey en Joe Bonamassa). Swingende nummers zoals Have I done wrong en het rock-and-roll achtige Like it like you do worden afgewisseld met slow-blues nummers als Evil and here to stay en afsluiter Nobody told me. 

## Tracklist
1. What Have I Done Wrong – (geschreven door Sam Meghett) – (3,55)
2. The Moon Is Full – (geschr. door Gwendolyn Collins) –- (4:54)
3. Evil and Here to Stay - (geschr. door Jeff Healey, Joseph Barry Rockman en Tom Stephen) – (4:48)
4. That's What Love Will Make You Do – (geschr. door Milton Campbell) - (3:54)
5. Distant Lonesome Train – (geschr. door Joe Bonamassa en Tom Hambridge) – (4:33)
6. Delta Hurricane – (geschr. door Arno Hecht, Bob Funk, Crispin Cioe en Paul S. Litteral) – (4:58)
7. The Hurt Inside – (geschr. door Gary Moore) – (5:36)
8. It's So Tough - (geschr. door John Mayall) - (4:19)
9. Like It Like You Do - (geschr. door John Mayall) – (3:46)
10. Nobody Told Me - (geschr. door John Mayall) – (7:22)

## Muzikanten
Aan dit album is meegewerkt door:
- basgitaar – Greg Rzab
- drums – Jay Davenport
- ritmegitaar – Billy Watts
- saxofoon – Ron Dziubla
- trombone – Richard A. Rosenberg
- trompet – Mark Pender
- zang, keyboards, mondharmonica – John Mayall
- leadgitaar – Joe Bonamassa (track 1 en 6), Larry McGray (tracks 2 en 7), Alex Lifeson (track 3), Todd Rundgren (track 4), Carolyn Wonderland (tracks 5, 9 en 10) en Steve van Zandt (track 8).

John Mayall zingt alle nummers.
Greg Rzab en Jay Davenport vormen de vaste begeleidingsband van John Mayall. Hij gaat op tournee met deze muzikanten, aangevuld met gitarist Carolyn Wonderland. Dit is voor het eerst in zijn lange loopbaan dat John Mayall een vrouw in zijn band opneemt.  

## Productie
Dit album is opgenomen in de Studio 606 in Northridge, Californië. Dat is de huisstudio van Dave Grohl ( Nirvana en Foo Fighters).  Het album is geproduceerd door John Mayall samen met Eric Come, de eigenaar van het platenlabel Forty Below die ook het laatste album  Survivor Blues van Walter Trout heeft geproduceerd. De plaat is gemasterd in Little Rock Mastering in Los Angeles, Californië. 

## Waardering
De Amerikaanse site AllMusic waardeerde dit album met drie en een halve ster  (het maximaal aantal is vijf). 
Dit album kwam op 1 maart 2019 nieuw binnen op #9 in de Britse album charts. 